# Vladimir Batagelj
Vladimir »Vlado« Batagelj, slovenski matematik in računalniški programer * 14. junij 1948, Idrija.

Batagelj je študiral tehnično matematiko na FNT Univerze v Ljubljani. Med študijem je bil ustanovni član in predsednik Kluba mladih matematikov Laar Getny. Doktoriral je iz teorije grafov leta 1986 na Univerzi v Ljubljani pod mentorstvom Tomaža Pisanskega, kjer je deloval od 1975, od 1999 kot redni profesor za diskretno in računalniško matematiko, ki jo je predaval na FMF in FRI. 
Ukvarja se z analizo podatkov in diskretno matematiko. 
Leta 2011 je prejel Nagrado “Donald Michie and Alan Turing” za življenjsko delo. 
Po upokojitvi je bil imenovan za zaslužnega profesorja ljubljanske univerze (2015). 
Leta 2020 je postal častni član DMFA.

## Izbrana dela
- Vladimir Batagelj, Social Network Analysis, Large-Scale . in R.A. Meyers, ed., Encyclopedia of Complexity and Systems Science, Springer 2009: 8245–8265.
- Vladimir Batagelj, Complex Networks, Visualization of . in R.A. Meyers, ed., Encyclopedia of Complexity and Systems Science, Springer 2009: 1253–1268.
- Wouter de Nooy, Andrej Mrvar, Vladimir Batagelj, Mark Granovetter (Series Editor), Exploratory Social Network Analysis with Pajek (Structural Analysis in the Social Sciences), Cambridge University Press 2005 (ISBN 0-521-60262-9).  ESNA in Japanese,  TDU, 2010.
- Patrick Doreian, Vladimir Batagelj, Anuška Ferligoj, Mark Granovetter (Series Editor), Generalized Blockmodeling (Structural Analysis in the Social Sciences), Cambridge University Press 2004 (ISBN 0-521-84085-6)